# Josep Fàbrega (músic)
|  | Vegeu altres persones amb el mateix nom: Josep Fàbrega |

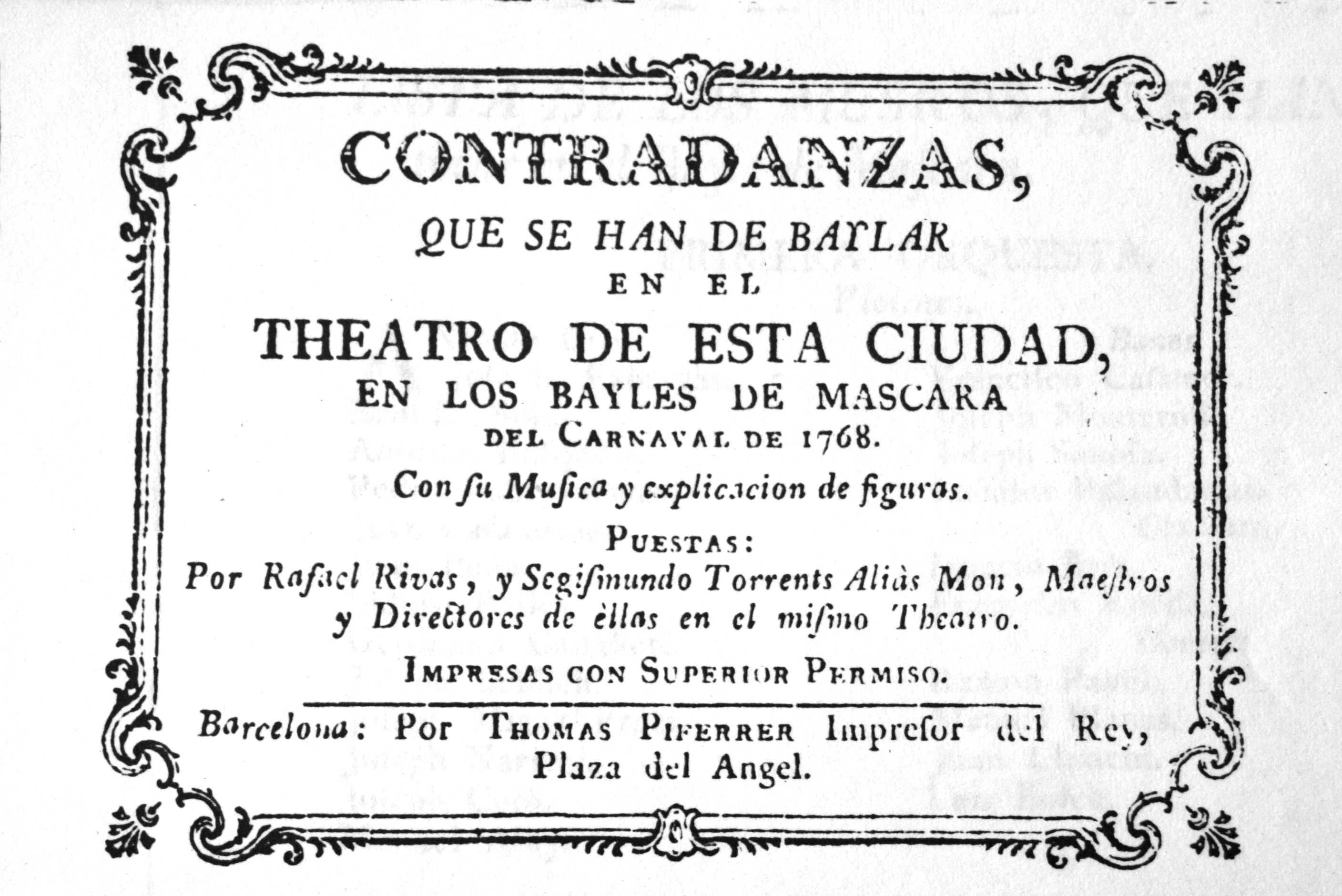
Portada de les contradanses que Josep Fàbrega va compondre per al carnestoltes de Barcelona de l'any 1768

Josep Fàbrega (? - Barcelona, vers 1791) fou un violinista i compositor català de la segona meitat del segle xviii, amb les seves composicions es mostrà com un dels pioners del simfonisme català d'aquella època.
Actuà com a violinista en diverses capelles musicals de la ciutat de Barcelona, entre elles a la Capella de Música de Santa Maria del Mar.
Les primeres obres instrumentals porten data de 1758. És autor d'un recull de contradanses per al ball de màscara de Barcelona (sols se'n conserva la melodia dels violins, impresa), tres simfonies, cinc obertures (unes i altres conservades en còpies manuscrites) i un arranjament del Stabat Mater de Giovanni Battista Pergolesi a quatre veus i acompanyament de dos oboès, dues trompes, fagot i corda, seguint el model dels efectius sonors del Stabat Mater de Haydn que en aquells moments estava desplaçant el de Pergolesi. Va compondre una Missa, avui perduda.